# Compiano
Compiano (en dialecte parmesan Compjàn) est une commune italienne d'environ 1 100 habitants située dans la province de Parme, dans la région Émilie-Romagne, en Italie centrale.

## Administration
| Période                                  | Période | Identité | Étiquette | Qualité |
| ---------------------------------------- | ------- | -------- | --------- | ------- |
|                                          |         |          |           |         |
| Les données manquantes sont à compléter. |         |          |           |         |

### Hameaux
Barbigarezza, Breia, Caboara, Casello, Cereseto, Costa, Farfanaro, Isola, Piano Moglie, Ponte, Rio, Roncodesiderio, Sambuceto, Strela, Sugremaro, Trario.

### Communes limitrophes
Albareto, Bardi, Bedonia, Borgo Val di Taro, Tornolo.